# 東邦薬品
東邦薬品株式会社（とうほうやくひん）は、東京都世田谷区に本社を置く医薬品卸会社。

## 沿革
※　社名変更以前の「東邦薬品株式会社」（1代目）に関する沿革は、株式会社東邦ホールディングス#沿革の項目を参照。
- 2009年（平成21年）4月 - 純粋持株会社体制に移行。社名を「東邦ホールディングス株式会社」に変更。医薬品卸売事業については、「東邦薬品株式会社」（2代目[注 1]）に移管。
- 2010年（平成22年）6月 - 株式会社南西薬品（沖縄県）を完全子会社化して経営統合し、沖縄東邦株式会社に商号変更[1]。
- 2010年（平成22年）10月 - 株式会社アスカムを吸収合併[2]。
- 2012年（平成24年）1月 - 株式会社ショウエーを吸収合併[3]。
- 2013年（平成25年）7月 - 小泉薬品株式会社を吸収合併[4]。沖縄沢井薬品株式会社を完全子会社化[5]。
- 2013年（平成25年）10月 - 完全子会社である本間東邦株式会社・小川東邦株式会社・株式会社須江薬品・山口東邦株式会社を吸収合併[6]。
- 2014年（平成26年）1月 - 完全子会社である沖縄東邦株式会社が沖縄沢井薬品株式会社を吸収合併[5]。
- 2017年（平成29年）4月 - 完全子会社である合同東邦株式会社を吸収合併[7]。
- 2020年（令和2年）12月 - 独占禁止法違反の疑いで公正取引委員会から刑事告発され、その後東京地方検察庁に在宅起訴された[8][9]。

## 共創未来グループ

### 主な目的
仕入原価の低減や商品管理と物流コストの削減を目的に、共同仕入と共同物流を実施している。
その中でも、次の5つの目的を持って業務提携している。
- 製品戦略に関する資源の有効活用と共同研究
- 情報戦略に関する資源の有効活用と共同研究
- 物流戦略に関する資源の有効活用と共同研究
- 顧客戦略に関する資源の有効活用と共同研究
- 人材開発に関する共同研究

### 加盟会社

#### 東邦薬品株式会社の子会社
- 株式会社セイエル
- 株式会社幸燿
- 九州東邦株式会社
- 沖縄東邦株式会社

#### その他
- 株式会社ファーマみらい
- 共創未来ファーマ
- 酒井薬品株式会社（東邦ホールディングスの持分法適用関連会社）
- 株式会社ファイネス

## 不祥事

### 独占禁止法違反
- 2020年12月9日、公正取引委員会は、独立行政法人地域医療機能推進機構（JCHO）が発注する医薬品の入札で談合を繰り返したとして、私的独占の禁止及び公正取引の確保に関する法律（独占禁止法）違反（不当な取引制限）の疑いで東邦薬品と同社の幹部を刑事告発した。同日、東京地方検察庁特別捜査部は東邦薬品を同法違反の罪で起訴し、幹部は在宅起訴した[8][10][11]。
- 2023年3月24日、独立行政法人国立病院機構(NHO)などが発注し、九州地方の病院へ納入する医薬品の入札で談合したとして、公正取引委員会は、東邦HD傘下の九州東邦（福岡市）を含む医薬品卸会社5社に私的独占の禁止及び公正取引の確保に関する法律（独占禁止法）違反（不当な取引制限）で計約6億2700万円の課徴金納付命令を出した。うち3社には調査への協力の度合いに応じて課徴金の減算率が決まる「調査協力減算制度」を初適用した。[12][13]

### 連結子会社が運営する保険薬局における調剤報酬の不正請求
- 2021年3月17日、東邦ホールディングス傘下の連結子会社ファーマみらいが運営していた共創未来下門前薬局（新潟県上越市）と同黒埼山田薬局（新潟市）の2薬局に対し、関東信越厚生局から保険指定取り消し相当の処分。匿名の者から「不正な処方箋の集約を行っている」と情報提供があったとしている[14]。
- 2021年8月20日、東邦ホールディングス傘下の連結子会社ファーマみらいが運営する「共創未来うおづすみれ薬局」（富山県魚津市）で調剤報酬の不正請求が発覚。この問題で東海北陸厚生局から保険薬局の指定取消処分（18日付）を受けた。職員が当該薬局で処方せんの不正操作を行うことで、2017～18年にかけて実際には調剤していない処方箋を申請して176万円の調剤報酬を不正に受給していたもの。調剤報酬の不正請求を行っていたことが当局による個別指導から発覚した[15][16][17][18]。
- 2021年12月23日、東邦ホールディングス傘下の連結子会社ファーマみらいが運営していた「共創未来松川薬局」（福島県福島市）が、保険薬局及び保険薬剤師療養担当規則違反並びに、処方箋の不適切な取扱いに関する事項により、東北厚生局より2021年12月23日付で保険薬局の指定取消し相当の処分を受けた。厚労省は、福島市の共創未来松川薬局で約480万円の不正請求があったとして、健康保険法に基づき保険薬局の指定を取り消し相当処分としたもの[19][20]。

- 2022年9月22日、東邦ホールディングス傘下の連結子会社ファーマみらいの「共創未来 友部薬局」を関東信越厚生局は「元保険薬局の行政処分等について」を公表し、「指定の取消相当の取扱い」とした。自局で調剤を行っていない処方箋を集約することで集中率を不正に操作して「調剤基本料１」を算定することで調剤報酬の不正請求を行っていた[21][22][23]。

### 独占禁止法に基づく社名公表
- 2024年3月15日、公正取引委員会は「下請け企業との価格転嫁の交渉に適切に応じなかった企業名の公表」を行い、東邦薬品が該当企業であったことが判明した[24][25][26]。